# Naturpark der Lagoni von Mercurago

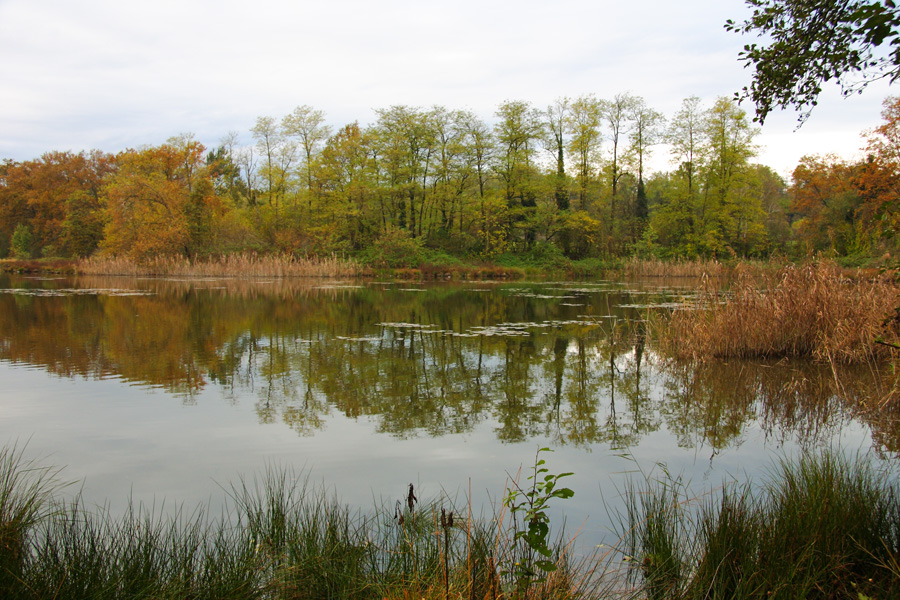
Ein Lagone von Mercurago

Der 1980 eingerichtete Naturpark der Lagoni di Mercurago befindet sich im Piemont, in der hügeligen Moränenlandschaft von Mercurago, einem Ortsteil von Arona. Das Naturschutzgebiet umfasst mehrere Seen verschiedener Größe, die von Wasser- und Sumpfpflanzen umgeben sind.

## Landschaftliche Aspekte
Wenig entfernt vom Zentrum von Arona befindet sich auf den Moränenhügeln, die den Lago Maggiore umgeben, der Park der Lagoni von Mercurago, der die Torfgruben von Mercurago, einige der Vollblutpferdezucht dienende Weiden und zahlreiche Waldstücke umfasst.

## Verbundene Gebiete
Zum geschützten Territorium gehören das Naturschutzgebiet von Fondotoce und dasjenige der Schilfdickichte von Dormelletto.
Es wurde das Gebiet von gemeinschaftlicher Bedeutung GGB Lagoni di Mercurago (IT1150002) eingerichtet.

## Archäologische Reste
Im Gebiet fand man Reste von prähistorischen Siedlungen, die in die Bronzezeit zurückreichen, und Reste von einigen römischen Häusern (Domus). Ein interessanter archäologischer Bereich betrifft die prähistorische Terramare-Kultur: 1860 fand man in der Torfgrube des Lagone den ersten Pfahlbau in Italien sowie eine in Holz geschnittene Piroge und drei Holzräder. Die Räder weisen zwei Typen auf: Vollräder zum Transport und leichte Speichenräder, die sich für einen von Pferden gezogenen Kriegswagen eignen. Von den Holzmaterialien hat sich ein Gipsabguss erhalten, denn nach dem Verlassen der schützenden Torfschicht begann ihr Zersetzungsprozess.

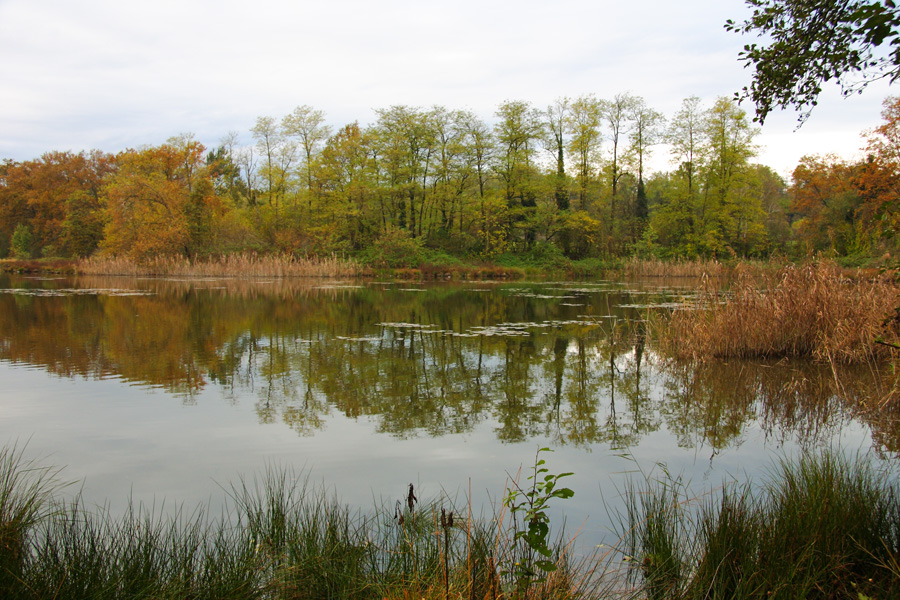
Der „lagone“ in der Mitte des Parks
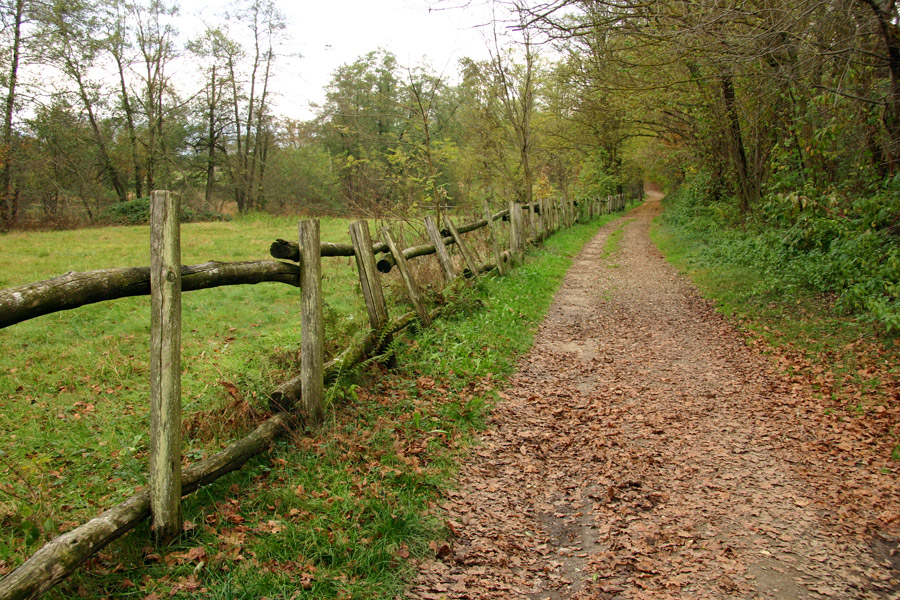
Ein Weg des Parks